# Ngày Anzac

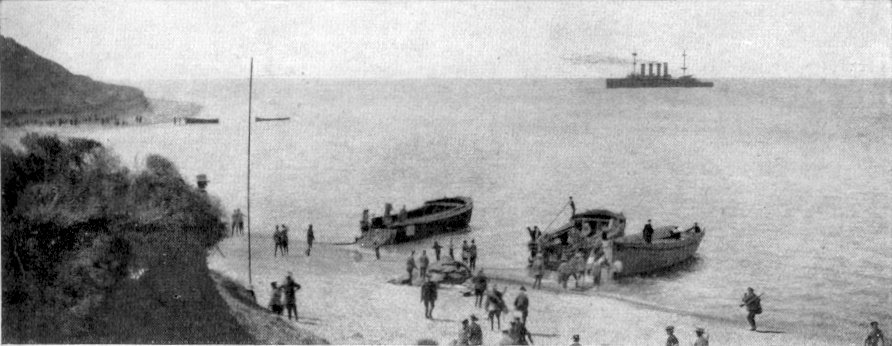
Sự kiện ngày 25/4/1914, trong thời gian Thế chiến I vẫn đang bùng nổ

Úc và New Zealand kỉ niệm Ngày ANZAC vào ngày 25 tháng 4 hàng năm để tưởng nhớ những thành viên của Quân đội Úc và New Zealand đổ bộ vào Gallipoli của Thổ Nhĩ Kỳ trong Thế chiến I. Ngày ANZAC cũng là ngày nghỉ lễ công cộng của Quần đảo Cook, Niue, Samoa và Tonga.
Ngày ANZAC - 25 tháng 4 - đánh dấu kỉ niệm của hành động quân sự lớn đầu tiến của quân lực Úc và New Zealand trong suốt Thế chiến I. ANZAC viết tắt từ tiếng Anh của Quân đội Úc và New Zealand. Những người lính trong các lực lượng này được gọi là những người Anzac, và lòng tự hào họ sớm có được trong danh hiệu đó tồn tại cho đến ngày nay.
Khi chiến tranh bùng nổ vào năm 1914, Úc là nhà nước liên bang chỉ mới 15 năm, và chính phủ mới này mong muốn thiết lập danh tiếng trên trường quốc tế. Năm 1915 Úc và New Zealand tham gia cuộc viễn chinh của lực lượng Đồng minh nhằm chiếm giữ bán đảo Gallipoli làm cửa ngõ vào Biển Đen cho hải quân Đồng minh. Kế hoạch lúc đó là chiếm giữ thủ đô Istalbul của Đế quốc Ottoman - đồng minh của Đức. Họ đổ bộ đến Gallipoli vào 25 tháng 4 và gặp sự kháng cự mãnh liệt của quân Thổ Nhĩ Kỳ. Vì vậy kế hoạch tấn công hạ gục Thổ Nhĩ Kỳ ra khỏi cuộc chiến nhanh chóng gặp bế tắc, và chiến dịch kéo dài trong 8 tháng. Cuối năm 1915 quân Đồng minh rút lui sau khi 2 bên chịu nhiều thương vong và gian khổ. Hơn 8000 lính Úc và 2700 lính New Zealand bị giết. Tin tức về chiến dịch Gallipoli tạo ấn tượng sâu sắc đến người dân Úc tại quê nhà và ngày 25 tháng 4 nhanh chóng trở thành ngày người Úc tưởng nhớ về sự hi sinh của những người đã chết trong chiến tranh.
Mặc dù chiến dịch Gallipoli không đạt được mục tiêu chiếm giữ Constatinople và đánh bật Thổ Nhĩ Kỳ ra khỏi cuộc chiến, hành động của quân đội Úc và New Zealand trong chiến dịch đã để lại di sản vô hình nhưng mạnh mẽ. Sự hình thành cái được gọi là "huyền thoại Anzac" trở thành bộ phận quan trọng của căn cước dân tộc cho cả hai quốc gia. Điều này định hình cách thức họ nhìn vào quá khứ và tương lai.
Ngày 25 tháng 4 chính thức được đặt tên Ngày ANZAC vào năm 1916. Năm đó nó được đánh dấu bằng nhiều hình thức lễ lạc tại Úc, một cuộc diễu hành đi qua Luân Đôn, và ngày thể thao ở doanh trại Úc tại Ai Cập.
Trong Thế chiến II, Ngày ANZAC trở thành ngày tưởng niệm các sinh mạng người Úc đã mất trong cuộc chiến đó. Vào những năm tiếp theo ý nghĩa của ngày này được mở rộng để bao gồm những người Úc hi sinh trong mọi hoạt động quân sự của Úc.
Ngày ANZAC được kỉ niệm lần đầu tại Đài tưởng niệm chiến tranh Úc vào năm 1942, nhưng do lệnh của chính phủ ngăn cản tập họp công chúng rộng lớn đề phòng quân Nhật không kích, nó là sự kiện nhỏ, không là cuộc diễu hành cũng không phải lễ tưởng niệm. Kể từ đó ngày này được kỉ niệm tại Đài tưởng niệm chiến tranh Úc.
Người Úc và New Zealand công nhận ngày 25 tháng 4 là ngày kỉ niệm quốc gia. Các lễ kỉ niệm được tổ chức lúc bình minh - là lúc cuộc đổ bộ bắt đầu, trên toàn quốc. Sau đó các cựu quân nhân - nam và nữ - gặp và gia nhập vào các cuộc diễu hành qua các thành phố lớn và nhiều trung tâm nhỏ hơn. Các lễ kỉ niệm được tổ chức ở các đài tưởng niệm chiến tranh trên khắp đất nước.